# Todd G. Buchholz
Todd G. Buchholz je americký ekonom a právník. Promoval na University of Cambridge a na právnické škole Harvard University. Vyučuje ekonomii na Harvard University, kde mu byla udělena cena Allyna Younga. Buchholz je bývalým generálním ředitelem Tiger hedge fund a ekonomickým poradcem Bílého domu. Často přispívá do deníků The New York Times či The Wall Street Journal. Objevuje se také na televizních stanicích NBC, CNBS, Fox News a PBS. Jeho knihy byly přeloženy do více než 15 jazyků. Je znám zejména pro svou knihu Živé myšlenky mrtvých ekonomů.

## Dílo
- New Ideas From Dead Economists (Živé myšlenky mrtvých ekonomů. Victoria Publishing, Praha 1989)
- New Ideas From Dead CEOS
- Bringing the Jobs Home
- Market Shock
- From Here to Economy
- Rush: Why You Need and Love the Rat Race (2011)